# Capas
Capas ist eine Großraumgemeinde in der Provinz Tarlac auf der Insel Luzon auf den Philippinen. Sie hat 140.202 Einwohner (Zensus 1. August 2015), die in 20 Barangays leben. Sie gehört zur 1. Einkommensklasse der Gemeinden auf den Philippinen. Ihre Nachbargemeinden sind Tarlac City, San Jose (Tarlac) im Norden, Concepcion im Osten, Botolan im Westen und Bamban im Süden. Sie liegt ca. 18,3 km südlich von Tarlac City und ca. 107 km nordwestlich von der philippinischen Hauptstadt Manila und ist von dort über den Mc Arthur Highway zu erreichen.
Im Barangay O’Donnell wurde die nationale Gedenkstätte Capas National Shrine (Paggunita Sa Capas) im Jahre 1991 von der damaligen Präsidentin Corazon Aquino eingeweiht. Er erinnert an den Bataan Todesmarsch der amerikanischen und philippinischen Soldaten im Jahre 1942. Zu Ehren der Toten wird jedes Jahr am 9. April eine Gedenkveranstaltung durchgeführt.

## Barangays
| - Aranguren - Bueno - Cubcub - Cutcut - Cutcut pangadua (Cutcut 2nd) - Dolores - Estrada (Calingcuan) - Lawy - Manga - Manlapig | - O’Donnell - Santa Lucia - Santa Rita - Santo Domingo - Santo Domingo Pangadua (Santo Domingo 2nd) - Santo Rosario - Talaga - Maruglu - Santa Juliana - Navy |

## Quellen

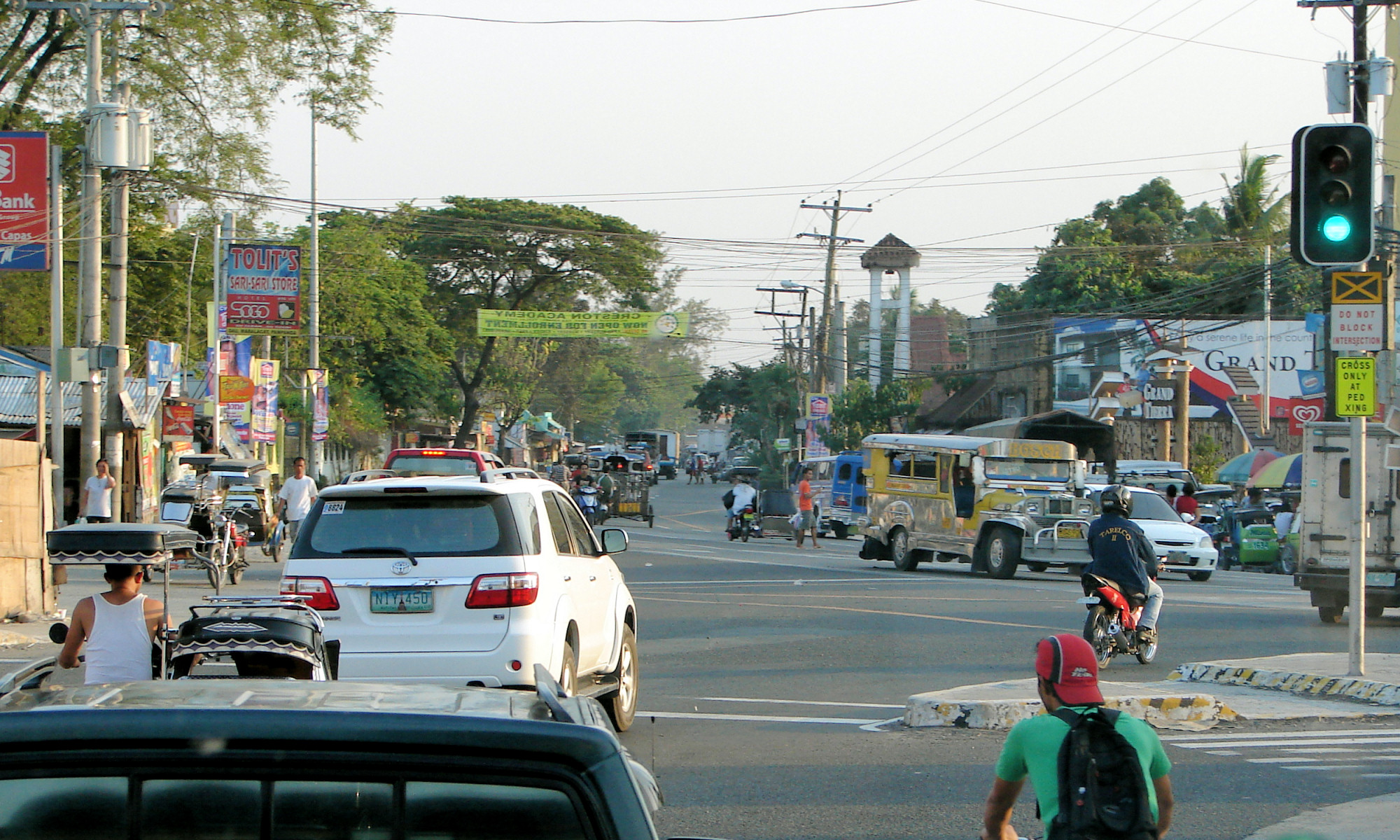
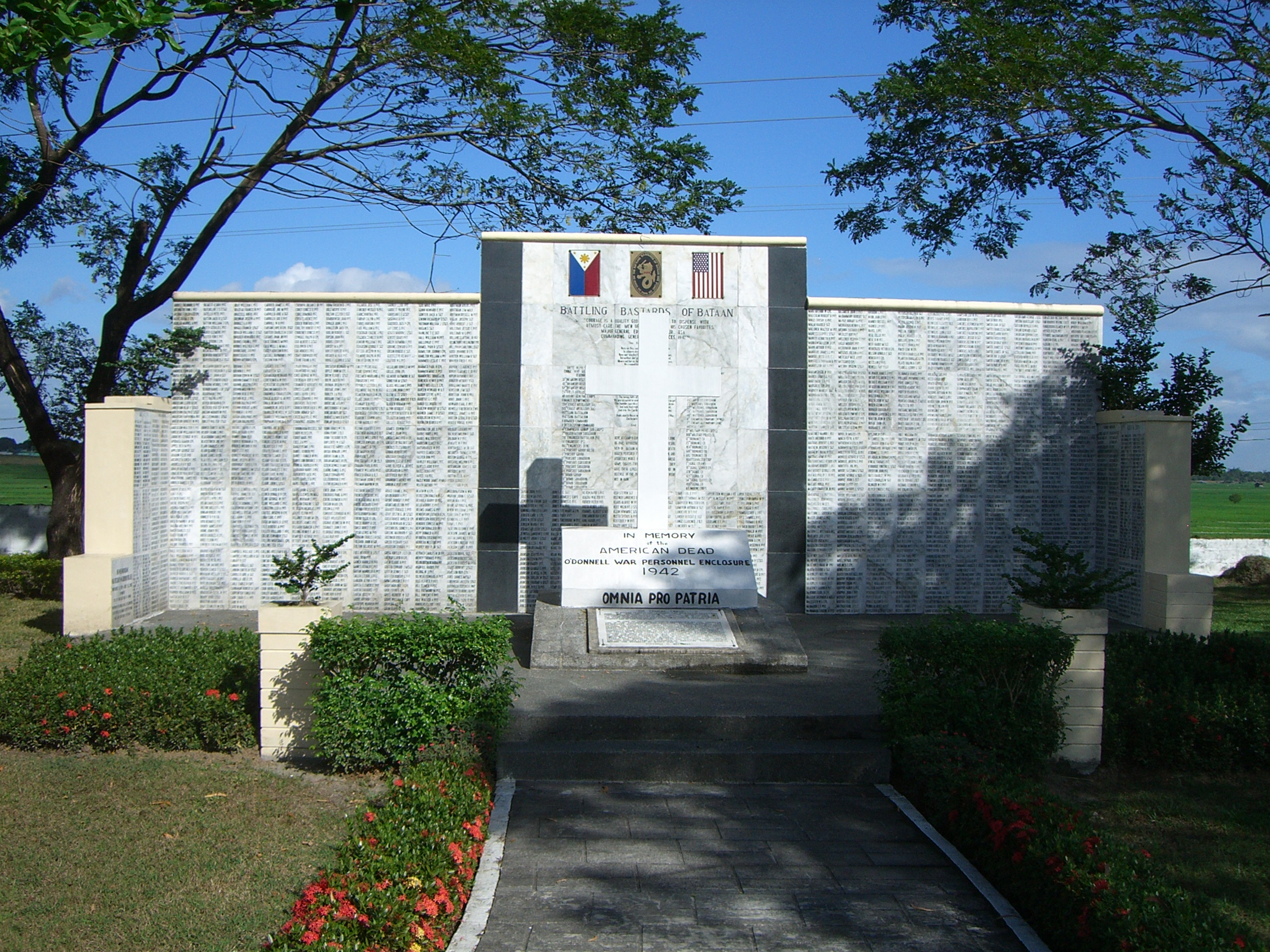
Das Death Marsh Memorial im Capas National Shrine